# وله سور مسل
وله سور مسل (به فرانسوی: Velle-sur-Moselle) یک کامین در فرانسه است که در Canton of Bayon واقع شده‌است.

## خصوصیات
وله سور مسل ۴٫۴۷ کیلومترمربع مساحت و ۲۶۹ نفر جمعیت دارد و ۲۳۵ متر بالاتر از سطح دریا واقع شده‌است.